# Costanzo Castrale
Costanzo Castrale (* 13. Januar 1850 in Usseglio; † 26. November 1936) war ein italienischer römisch-katholischer Geistlicher und Weihbischof in Turin.

## Leben
Costanzo Castrale empfing am 30. Mai 1874 das Sakrament der Priesterweihe. 
Am 27. März 1905 ernannte ihn Papst Pius X. zum Titularbischof von Gaza und zum Weihbischof in Turin. Der Erzbischof von Turin, Agostino Kardinal Richelmy, spendete ihm am 7. Mai desselben Jahres die Bischofsweihe; Mitkonsekratoren waren der Weihbischof in Turin, Luigi Spandre, und der Bischof von Mondovì, Giovanni Battista Ressia.